# Botany Bay
Botany Bay is een grote baai in de Australische stad Sydney, ongeveer zeven kilometer ten zuiden van het Central Business District. Op 29 april 1770 was Botany Bay de plaats waar de Engelsen voor het eerst voet aan land zetten in Australië tijdens een expeditie van James Cook. De Franse ontdekkingsreiziger Jean-François de La Pérouse bereikte Botany Bay op 26 januari 1788. Op dezelfde dag stichtte kapitein Arthur Phillip nabij Botany Bay de plaats die nu Sydney heet, nadat Botany Bay als vestigingsplaats was afgevallen wegens het ontbreken van een goede ankerplaats en een drinkwaterbron.
De Portugezen hadden het Australische continent al in de 16e eeuw bezocht en ook de Nederlanders hadden Australië vanaf 1606 meerdere malen bezocht. James Cook was met zijn schip de HMS Endeavour bezig aan een tocht rond de wereld. Hij bracht Botany Bay en de Australische oostkust accuraat in kaart. Zijn kaarten werden nog tot in de 20e eeuw gebruikt.
Botany Bay kreeg van Cook in eerste instantie de naam Stingray Bay, naar de veel voorkomende pijlstaartroggen. Vanwege de grote hoeveelheid planten die de geldschieter van de expeditie, de botanicus sir Joseph Banks, er vond, veranderde hij dat later in Botany Bay.
Tegenwoordig maakt Botany Bay deel uit van nationaal park Botany Bay en bevindt zich in de baai de containerterminal Port Botany, een aardolieraffinaderij en de grootste luchthaven van Australië, Kingsford Smith International Airport.